# Zizifina
La zizifina es un glucósido triterpénico que presenta propiedades modificadores del sabor, se ha aislado de las hojas de Ziziphus zizyphus (Rhamnaceae).
Entre los homólogos conocidos de la zizifina que se encuentran en esta planta, es el más antidulce. Sin embargo, su actividad antidulzor es menos eficaz que la del ácido gimnémico, otro compuesto antiglucósido dulce aislado de las hojas de Gymnema sylvestre (Asclepiadaceae).
La zizifina reduce la dulzura percibida de la mayor parte de los hidratos de carbono (por ejemplo glucosa, fructosa), edulcorantes a granel, edulcorantes intensos (naturales: esteviósido - artificial: sacarina de sodio y aspartamo) y aminoácidos dulces (por ejemplo, glicina). Sin embargo, no tiene ningún efecto sobre la percepción de los otros gustos, amargor, acidez y salinidad.